# SuperMansion
SuperMansion est une série télévisée d'animation américaine en 46 épisodes de 22 minutes créée par Matthew Senreich et Zeb Wells, diffusée entre le 8 octobre 2015 et le 9 mai 2019 sur la chaîne internet Crackle et depuis le 1er janvier 2017 à la télévision sur Adult Swim.
En France, la série est diffusée en version française depuis le 17 avril 2019 sur MCM.

## Synopsis
La Ligue de la Liberté est un groupe de super-héros dirigé par le super-héros vieillissant Titanium Rex. Depuis leur base nommé SuperMansion et située dans la ville fictive de Storm City, Titanium Rex et ses compagnons Black Saturn, American Ranger, Robobot / Jewbot, Cooch, et Brad luttent pour justifier leur équipe, même si cela implique de combattre des super-méchants.

## Distribution

### La Ligue de la Liberté
- Bryan Cranston (VF : Jean-Louis Faure) : Titanium Rex, parodie de Superman
- Heidi Gardner : Cooch (Chadass en français), parodie de Tigra
- Tom Root : Brad, parodie de Hulk
- Tucker Gilmore : Black Saturn, parodie de Batman
- Zeb Wells : Robobot (Megabot en français) / Jewbot (Rabbi-Robot en français)
- Keegan-Michael Key : American Ranger, parodie de Captain America
- Yvette Nicole Brown : Zenith
- Breckin Meyer : Ringler
- Jillian Bell : Titanium Lex, parodie de Supergirl

### Méchants
- Chris Pine : Dr Devizo
- Zeb Wells : Groaner (Jaqueteur en français), parodie du Joker
- Keegan-Michael Key : Blue Menace
- Famke Janssen : Frau Mantis
- Tom Root (VFB : Brieuc Lemaire) : Buster Nut
- Seth Green : Chet
- Clark Duke : Ganky
- Ron Perlman : Blazar
- Chris Pine : Robo-Dino
- Tony Cavalero : Johnny Rabdo
- Jon Bernthal : Rat-A-Pult
- Donald Faison : Quiplash
- Nat Faxon : Ivan Whiff
- Dax Shepard : Titanium Dax

### Personnages récurrents
- Keegan-Michael Key : le sergent Agony, parodie de Nick Fury
- Heidi Gardner : Gloria, l'ex-femme d'American Ranger
- Seth Green : Cliff Wheelihan, parodie de Thomas Wayne
- Heidi Gardner : Jancy Wheelihan, parodie de Martha Wayne

## Épisodes
La série compte trois saisons complètes et cinq épisodes spéciaux.
| Saison    | Nombre d'épisodes | Diffusion originale sur Crackle puis Adult Swim | Diffusion originale sur Crackle puis Adult Swim |
| Saison    | Nombre d'épisodes | Début de saison                                 | Fin de saison                                   |
| --------- | ----------------- | ----------------------------------------------- | ----------------------------------------------- |
| 1         | 13                | 8 octobre 2015                                  | 17 décembre 2015                                |
| 2         | 10                | 16 février 2017                                 | 20 avril 2017                                   |
| 3         | 18                | 7 mai 2018                                      | 9 mai 2019                                      |
| Ép. spéc. | 5                 | 8 décembre 2016                                 | 8 avril 2019                                    |

### Première saison (2015)
Diffusée aux États-Unis entre le 8 octobre et le 17 décembre 2015, cette saison comporte treize épisodes.
1. Bien mal jaqueté ne profite jamais (Groaner's Wild!)
2. Qui tuerait un Oméga-nimal ? (They Shoot Omega Pets, Don't They?)
3. L'Âge de la retraite (Let's Talk About Rex)
4. Le Super-marché (A Shop in the Dark)
5. Chadass de bibliothèque (Puss in Books)
6. Lex (Lex)
7. Songe d'une nuit musclée (A Midsummer Night's Ream)
8. Tombé dedans quand il était junkie (Brad Medicine)
9. Le Vilain Petit Saturnin (Unfortunate Son)
10. Le Grand Méchant Rex (Babes in the Wood)
11. L'Improbable Évasion du docteur Devizo (The Inconceivable Escape of Dr. Devizo)
12. L'Éclair de génie (Lexanity)
13. Le Petit Secret de Lex (Lex as a Weapon)

### Deuxième saison (2017)
Le 20 avril 2016, Crackle annonce le renouvellement de la série pour une deuxième saison de dix épisodes. Elle a été diffusée entre le 16 février et le 20 avril 2017 aux États-Unis.
1. Y a que la vérité qui masque (Virtual Reality Bites)
2. Mic-mac à la fac (School Me Once)
3. La Ligue de Cheesedom (The League of Cheesedom)
4. Bienvenue dans Lex Démocratie (I Don't Even Have to Use My J.K.)
5. Relou vers le futur (Black to the Future)
6. Blazarmageddon (Blazarmageddon)
7. Le Dossier Gurman (The Gurman Files)
8. Le Troumamour Show (We Need to Talk about Liplor)
9. Le Long Voyage vers la bûche (Logs Day Journey Into Night)
10. Titanium Lex (Titanium Lex)

### Troisième saison (2018-2019)
Le 19 avril 2017, Crackle annonce le renouvellement de la série pour une troisième saison de dix huit épisodes. Elle a été diffusée du 7 mai 2018 au 9 mai 2019 aux États-Unis.
1. Copains comme cochons (Home Is Where the Shart Is)
2. Antihéros et robomytho (Masters of Lex)
3. Chate gardée (My Cousin Kitty)
4. Bienvenue chez Iliga (Iliga of Their Own)
5. Fuites mythiques (Brokeback Saturn)
6. Le royaume des dieux (The Long Chaun)
7. L'enfer du futur (Back in Black to the Future)
8. La guerre des clones (Optimo Rex)
9. Le choix de Saturn (Sympathy for Black Saturn)
10. Comicarnage (Comicarnage)
11. En live de la jungle (Jungle All the Way)
12. Debbie déglingue Dévizo (Debbie Does Devizo)
13. Ranger au défi, fuis ! (Run Ranger Run)
14. L'instit' et l'andouille (Teacher and The Goof)
15. Le secret de Debbie (Back To The Island)
16. Lex en cavale (Bug Hunt)
17. Opération Chauve-souris (Saturn's Six)
18. Apocalypse Lex (Bad Lex)

### Épisodes spéciaux (2016-2019)
1. Un désastre de Noël (SuperMansion: War on Christmas)
2. Horreur d'Halloween (SuperMansion: Drag Me to Halloween)
3. En voyage à Hawaï (SuperMansion: Summer Vacation Special)
4. Une histoire de dinde (A Prayer for Mister T: A SuperMansion Thanksgiving Special)
5. Du sang et des arbres (World War Tree)